# تشييء

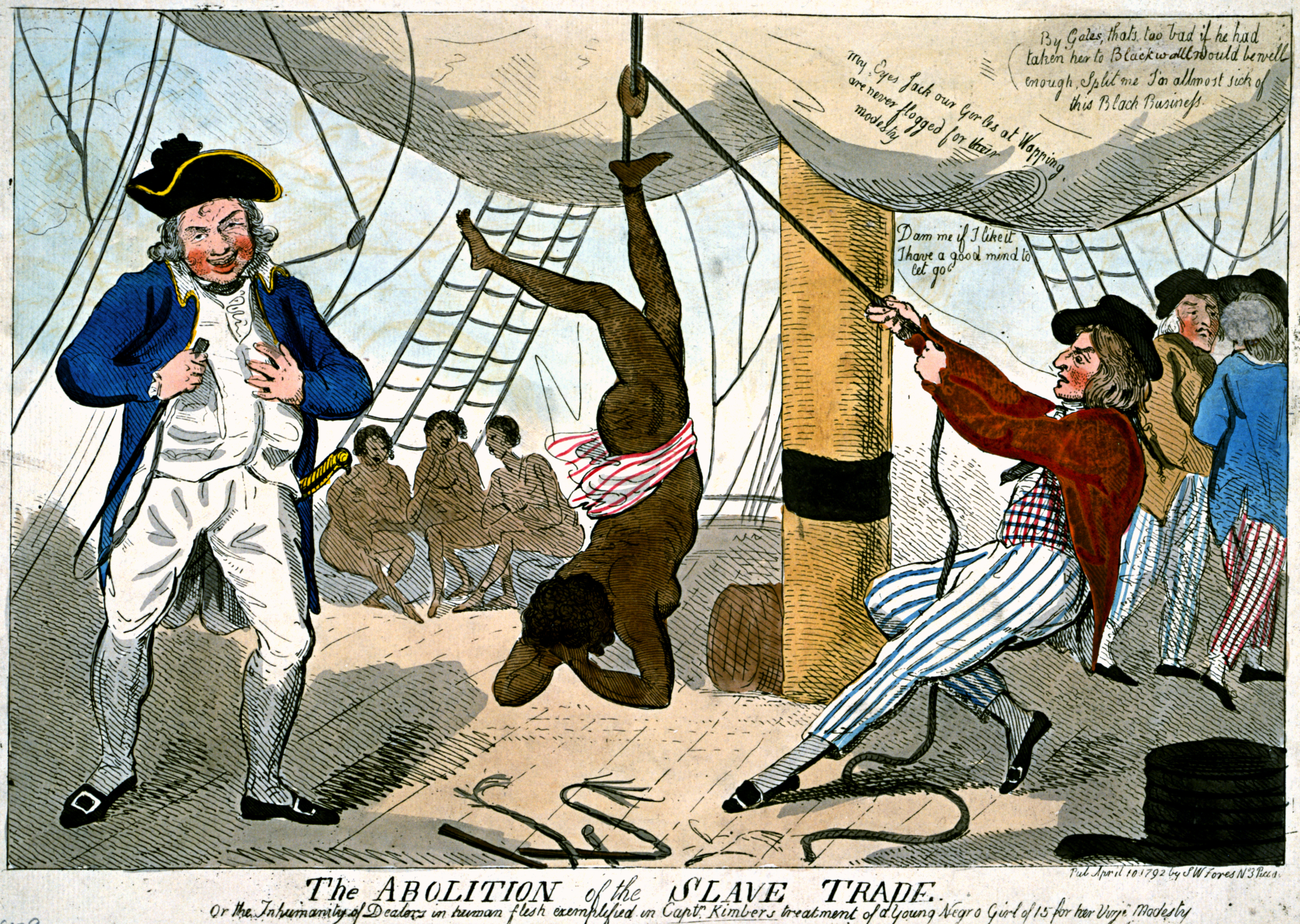

التشييء هي العملية التي يتم جعل مفهوم تجريدي موضوعيًا بأكبر قدر ممكن في أبسط أشكال المصطلح. كما أنه يتم النظر إليه كذلك كما لو كان شيئًا راسخًا أو ماديًا. وفي هذا الإطار، يكون المصطلح مرادفًا للمصطلح التحويل إلى أدوات.
كما يستخدم هذا المصطلح كذلك لوصف التعامل مع البشر كشيء، مع تجاهل شخصيته أو الإحساسية.
وقد قالت الفيلسوفة مارثا نوسباوم أن الشيء يكون موضوعيًا في حالة تواجد أي عامل من العوامل التالية: 
- التعامل مع البشر كأدوات - إذا تم التعامل مع الشيء كأداة لتحقيق أغراض الشخص نفسه،
- رفض الاستقلال الذاتي والجمود – إذا كان يتم التعامل مع الأمر على أنه ينقصه الوكالة أو حق تقرير المصير،
- الملكية – إذا كان يتم التعامل مع الأمر كما لو أن شخصًا آخر يمتلكه،
- البضائع المماثلة – إذا كان يتم التعامل مع الشيء على أنه قابل للتبادل،
- إمكانية ارتكاب العنف – إذا كان يتم التعامل مع الشيء على أنه مسموح به التلف أو التدمير،
- رفض الذاتية – إذا كان يتم التعامل مع الشيء كما لو لم تكن هناك أي حاجة إلى إظهار الاهتمام بمشاعر وخبرات «الشيء».